# Knight of the Trails
Knight of the Trails est un film muet américain réalisé par William S. Hart et sorti en 1915.

## Synopsis
Jim Treen, un cowboy, a caché à sa fiancée Molly son passé de brigandage et de rapines. Lorsque celle-ci l'apprend, folle de colère, elle se décide à épouser un inconnu. Mais ce dernier n'en veut qu'à l'argent de la jeune femme...

## Fiche technique
- Titre : Knight of the Trails
- Réalisation : William S. Hart
- Scénario : Thomas H. Ince, Richard V. Spencer
- Chef opérateur : Robert Doeran
- Production : Thomas H. Ince pour Kay-Bee Pictures
- Distribution : Mutual Film
- Genre : Western
- Durée : 24 minutes
- Date de sortie :
  -  États-Unis : 20 août 1915

## Distribution
- William S. Hart : Jim Treen
- Leona Hutton : Molly Stewart
- Frank Borzage : Bill Carey